# Ivana Valešová
Ivana Valešová-Derflerová (* 4. března 1948 Lukovany) je česká herečka.

## Život
V roce 1970 vystudovala činoherní herectví na Janáčkově akademii múzických umění v Brně. V letech 1970–1971 působila v Západočeském divadle v Chebu a 1971-1974 v Divadle pracujících v Gottwaldově. Od roku 1974 je členkou činoherního souboru brněnského Státního divadla (dnes Národní divadlo Brno).
Hraje i ve filmech, televizi, působí v dabingu a v Českém rozhlase, kde již téměř čtvrt století spoluvytváří pořad Toulky českou minulostí.

## Divadelní role, výběr

### Divadlo bratří Mrštíků Brno
- 1965 Luigi Pirandello: Každý má svou pravdu, dáma (j. h.), režie Zdeněk Kaloč

### JAMU Činoherní studio Brno
- 1967 Federico García Lorca: Krvavá svatba, sousedka, režie Zdeněk Kaloč
- 1967 Emil František Burian: Láska, vzdor a smrt, milá, režie Zuzana Kočová
- 1968 Miloš Rejnuš: Ovidiův návrat, Římanka, režie Pavel Rímský
- 1969 V+W: Balada z hadrů, žebračka, režie Vladimír Vozák

### Západočeské divadlo Cheb
- 1970 John Steinbeck, Miloslav Stehlík (dramatizace): Grandlehárna, Mary, režie Miloš Horanský
- 1971 Alois Mrštík, Vilém Mrštík: Maryša, hlavní role, režie Petr Vosáhlo
- 1971 Josef Topol: Půlnoční vítr, vědma z rodu Přemyslova, režie Petr Vosáhlo

### Divadlo pracujících Gottwaldov
- 1972 Enid Bagnoldová: Zahrada na křídě, paní Madrigalová, režie Pavel Pecháček
- 1973 F. M. Dostojevskij, Zdeněk Kaloč (dramatizace): Idiot, Nastasja Filipovna Baraškovová, režie Zdeněk Kaloč
- 1974 W. Shakespeare: Antonius a Kleopatra, Kleopatra (alternace Jarmila Doležalová), režie Alois Hajda

### Státní / Národní divadlo Brno
- 1974 Gabriela Preissová: Jenůfa, hlavní role (alternace Jana Hlaváčková), režie Zdeněk Kaloč
- 1975 A. P. Čechov: Racek, Máša, Šamrajevova žena, režie Zdeněk Kaloč
- 1976 Denis Diderot: Jeptiška, představená kláštera Saint Eutrop, režie Lída Engelová
- 1977 W. Shakespeare: Sen noci svatojánské, Hermie, režie Pavel Hradil
- 1978 Bertolt Brecht: Život Galileův, Virginia, Galileova dcera, režie Pavel Hradil
- 1979 A. N. Ostrovskij: Výnosné místo, Anna, žena vládního rady Višněvského, režie Ivan Balaďa
- 1980 A. K. Tolstoj: Car Fjodor, Irina, žena Fjodorova, režie Pavel Hradil
- 1981 Gabriela Preissová: Gazdina roba, Eva (alternace Zdena Herfortová), režie Zdeněk Kaloč (v dalším nastudování režiséra Břetislava Rychlíka z roku 2009 obsazena do role tetky Eviny)
- 1982 W. Shakespeare: Othello, Desdemona, režie Alois Hajda
- 1983 Federico García Lorca: Krvavá svatba, nevěsta, režie Zdeněk Kaloč
- 1984 Sofoklés, Bertolt Brecht: Antigona, Ismena, sestra Antigony, režie Alois Hajda
- 1985 Grigorij Gorin, Eldar Rjazanov: Komedie o šlechetném husarovi a sličné herečce, dívka (alternace Sylvie Nitrová), režie Jaromír Roštínský
- 1986 Bertolt Brecht: Don Juan, Elvíra, žena dona Juana (alternace Ludmila Slancová), režie Josef Morávek
- 1987 L. N. Tolstoj: Anna Kareninová, Dolly Oblonská, režie Oto Ševčík
- 1988 Julius Zeyer: Radúz a Mahulena, Runa (alternace Drahomíra Hofmanová), režie Václav Věžník
- 1988 J. K. Tyl: Jan Hus, Žofie, manželka Václavova, režie Zdeněk Kaloč
- 1991 Paul Claudel: Zvěstování Panně Marii, matka (alternace Drahomíra Hofmanová), režie Zdeněk Kaloč
- 1992 F. M. Dostojevskij, Albert Camus: Běsi, Marja Lebjadkinová, režie Zdeněk Kaloč
- 1993 Božena Němcová, Arnošt Goldflam (dramatizace): Babička, paní kněžna, režie Arnošt Goldflam
- 1994 W. Shakespeare: Král Lear, Goneril, dcera Learova, režie Roman Polák
- 1995 Eugene O'Neill: Cesta dlouhého dne do noci, Mary, žena Jamese, režie Zdeněk Kaloč
- 1996 Tankred Dorst: Merlin, aneb pustá zem, Morgawsa, režie Zbyněk Srba
- 1997 Alejandro Casona: Jitřní paní, poutnice, režie František Derfler
- 1998 Enid Bagnoldová: Zahrada na křídě, paní Madrigalová, režie Jakub Korčák
- 1999 W. Shakespeare: Hamlet, první herečka, režie Zdeněk Kaloč (ve stejné roli také v dalším nastudování Z. Kaloče z roku 2002)
- 2000 Tennessee Williams: Sestup Orfeův, lady Torrancová, režie František Derfler
- 2001 Alois Mrštík, Vilém Mrštík: Maryša, Horačka, Franckova matka, režie Zbyněk Srba
- 2002 František Hrubín: Kráska a zvíře, měšťka (alternace Jana Hlaváčková), režie Zbyněk Srba
- 2003 Friedrich Schiller: Don Carlos, infant španělský, vévodkyně z Olivarezu, režie Zbyněk Srba
- 2004 Alois Mrštík, Vilém Mrštík, Břetislav Rychlík (dramatizace): Rok na vsi, Studýnková, režie Zbyněk Srba
- 2005 Ludvík Kundera: Hra o Janáčkovi, Zdeňka Janáčková, režie Radovan Lipus
- 2007 Friedrich Dürrenmatt: Návštěva staré dámy, žena Robyho, režie Zdeněk Kaloč
- 2008 Carlo Goldoni, Roman Groszmann a Jan Šotkovský (adaptace): Náměstíčko – MS Italia '90, Pasqua, režie Roman Groszmann
- 2009 Thomas Bernhard: Německý oběd, Bernhardová/paní Sütterlinová, režie Arnošt Goldflam

## Filmografie

### Film
- 1980 Děti zítřků (vdova)
- 1983 Tisícročná včela (Mária)
- 1983 Muž nie žiadúci (Schnitzerová)
- 1989 Jestřábí moudrost (matka Jestřábů)

### Televize
- 1973 Stříbrný rytíř (TV inscenace)
- 1974 Ostrov Afrodity (TV inscenace)
- 1975 Jednou v Karlových Varech (TV inscenace)
- 1976 Racek (TV divadelní představení)
- 1976 Jenůfa (TV inscenace)
- 1977 Bakaláři (TV cyklus, povídka Archeolog)
- 1977 Případ hodného vedoucího (TV hra)
- 1977 Chlapi jak se patří (TV inscenace)
- 1978 Julius a Ethel (TV hra)
- 1978 Kufr plný nadějí (TV film)
- 1978 Muž, který nesmí zemřít (TV seriál)
- 1980 Jeden za všechny, všichni za jednoho (TV inscenace)
- 1981 Útěk (TV inscenace)
- 1982 Odchod bez řádů (TV inscenace)
- 1986 Biela voči oblohe (TV film)
- 1988 Okřídlená hřídel (TV inscenace)
- 1989 Posledné hry (TV film)
- 1994 Jak se stal švec Dratvička tchánem pana krále (TV film)
- 1994 Návrat do cizí země (TV inscenace)
- 1996 Detektiv Martin Tomsa (TV cyklus)
- 1996 Požírač medvědů (TV inscenace)
- 2000 Četnické humoresky (TV seriál)
- 2009 Gazdina roba (TV divadelní představení)
- 2009 Les mrtvých (TV film)
- 2009 Přešlapy (TV seriál)
- 2010 Domina (TV film)
- 2012 Šťastný smolař (TV film)
- 2012 Cesty domů (TV seriál